# Détroit d'Honguedo

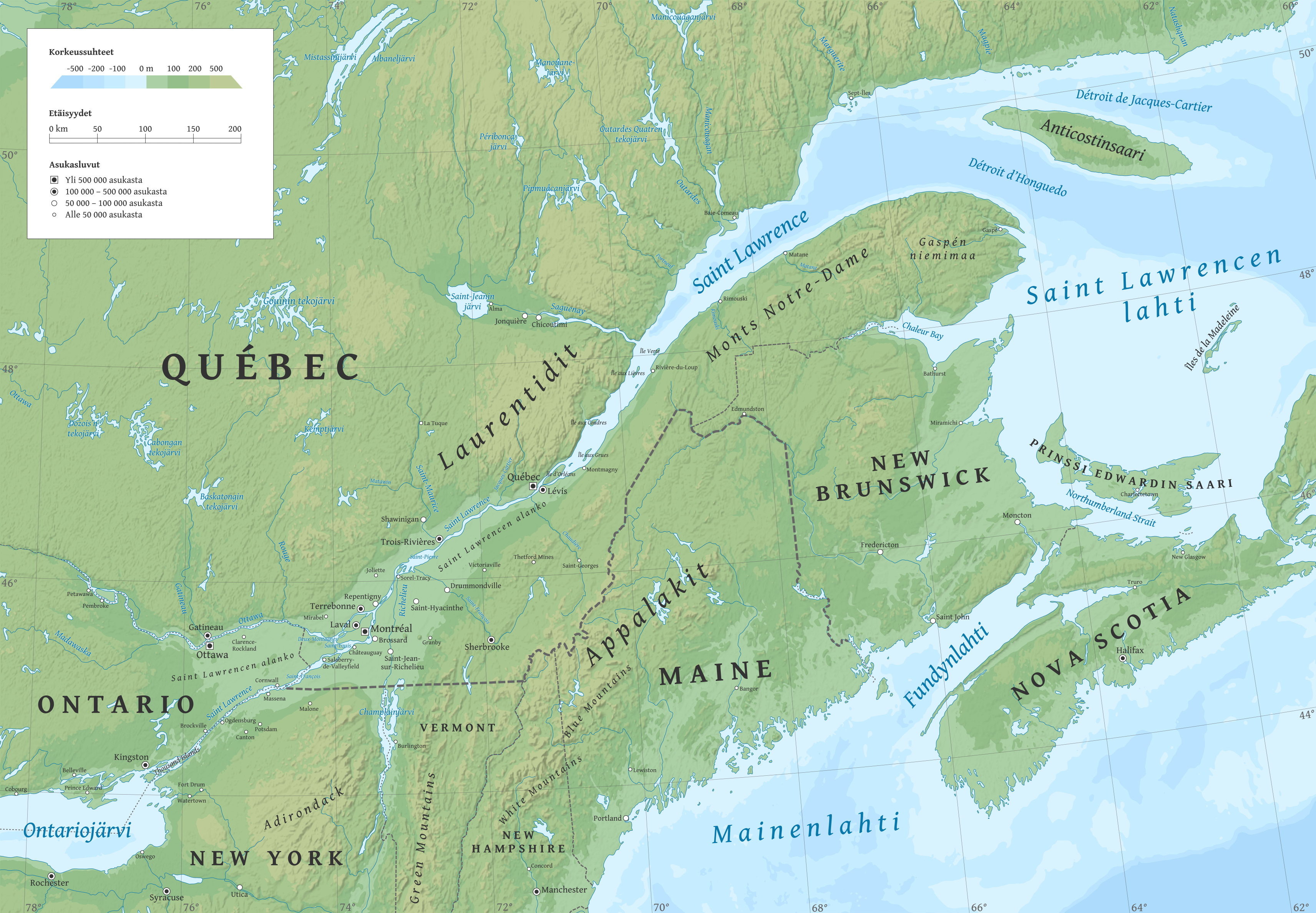
Détroit d'Honguedo (widoczna na południe od Anticosti)

Détroit d'Honguedo – cieśnina we wschodnim Quebecu w  oddzielająca półwysep Gaspésie od wyspy Anticosti. Jest jedną z dwóch (obok Détroit de Jacques-Cartier) dróg wodnych, którymi Rzeka Świętego Wawrzyńca omija wyspę Anticosti i jej estuarium łączy się z Zatoką Świętego Wawrzyńca. Jej szerokość w najwęższym miejscu wynosi ok. 70 km.
Cieśnina była znana w XVI wieku jako Détroit de Saint-Pierre, taka nazwa pojawiła się na mapach Mercatora i Wytflieta. Współczesna nazwa pochodzi ze spisanych w 1535-1536 dzienników Jacques'a Cartiera (gdzie nazwa Honguedo użyta została na określenie współczesnego przylądka Gaspé), jednak zaczęto jej używać dopiero w XX wieku. Pochodzenie nazwy Honguedo jest niepewne, może ona pochodzić z języka mikmak i oznaczać "miejsce zgromadzenia" lub od irokeskiego słowa hehonguesto oznaczającego "własny nos".